# Osiedle Podwawelskie

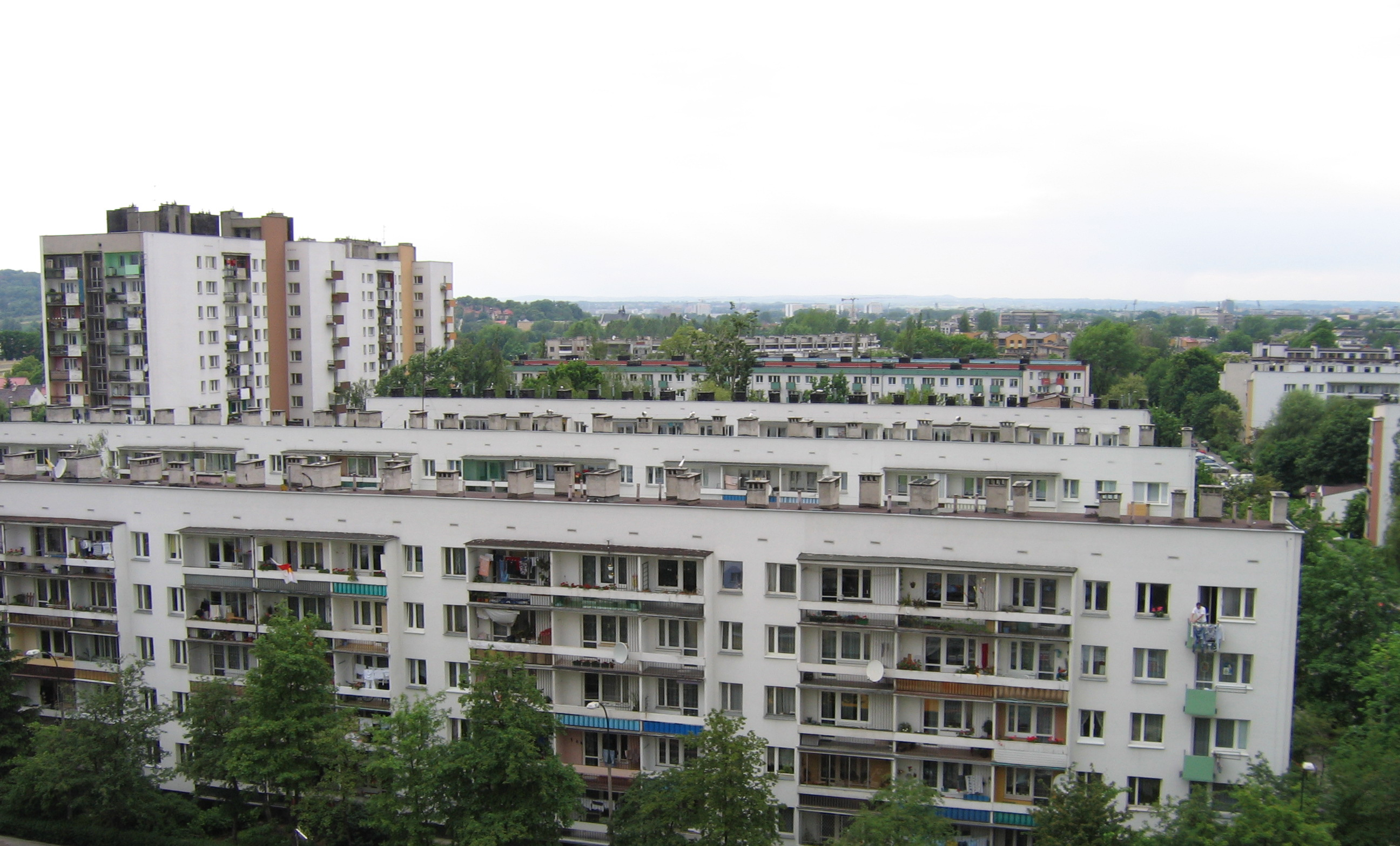
Widok na Osiedle Podwawelskie z jednego z wieżowców (w kierunku północnym)

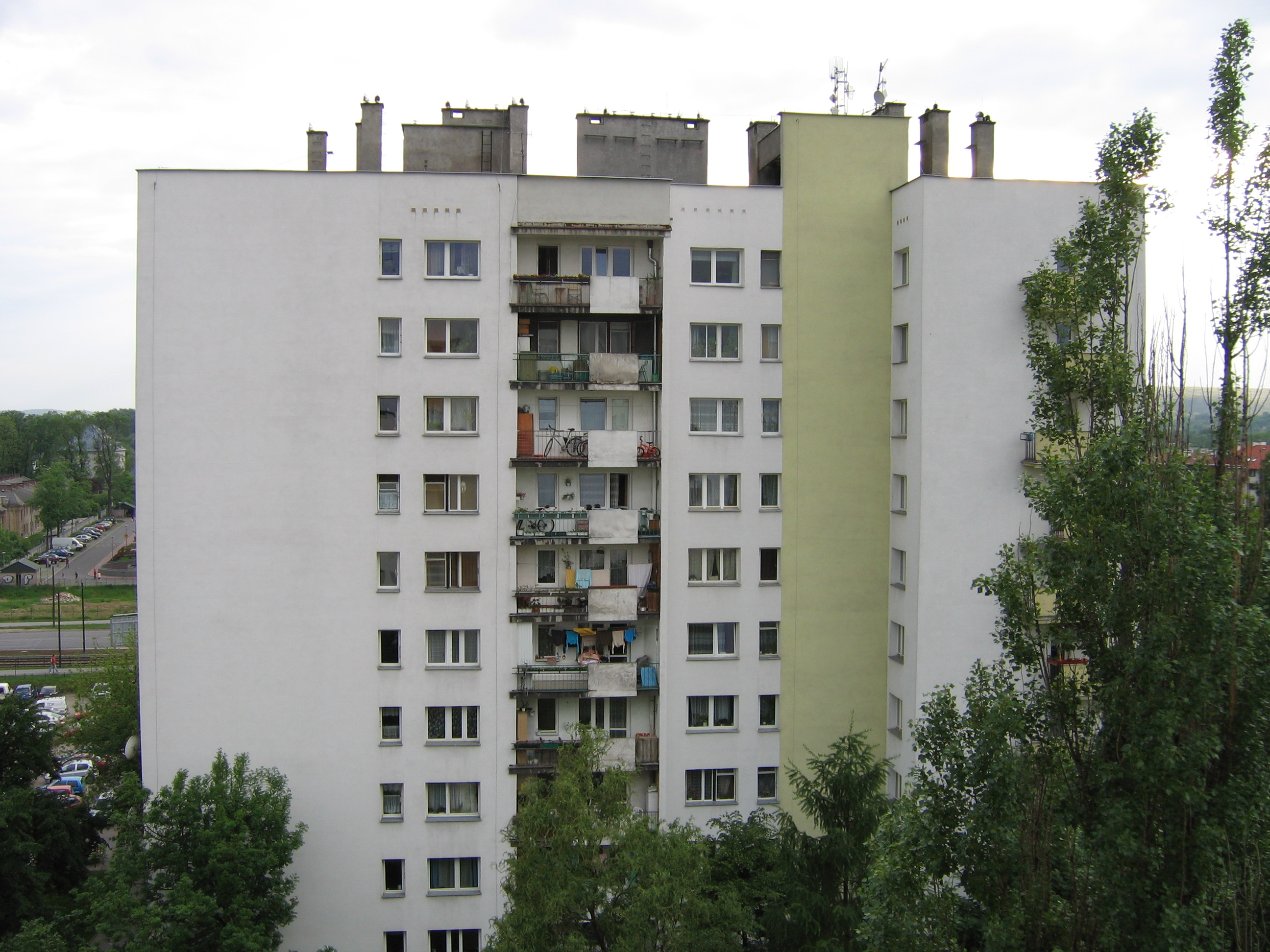
Wieżowiec na Osiedlu Podwawelskim

Osiedle Podwawelskie – osiedle w Krakowie wchodzące w skład Dzielnicy VIII Dębniki, niestanowiące jednostki pomocniczej niższego rzędu w ramach dzielnicy.

## Historia
Osiedle Podwawelskie powstało na terenie dawnych miejscowości Ludwinów oraz Zakrzówek, które to zostały przyłączone do Krakowa kolejno w 1910 i 1909 roku jako IX i X dzielnica katastralna. Zespół Osiedla Podwawelskiego powstał na drodze konkursu architektonicznego, rozstrzygniętego w 1965 roku. Zwyciężył projekt przygotowany przez zespół prof. Witolda Cęckiewicza. Projekty poszczególnych budynków sporządzili Maria i Jerzy Chronowscy, z którymi współpracowali Stefan Golonka, Kazimierz Chodorowski oraz Wiesława i Zbigniew Trella. Szczegółowe projekty urbanistyczne opracowali Anna Basista, Jan Lewandowski, Stefan Sitarski oraz Mieczysław Turski. Układ urbanistyczny osiedla składa się z podłużnych, czteropiętrowych bloków o południowej ekspozycji elewacji, ustawionych w pasach równoległych, w czterech rzędach. Takie rozstawienie tych budynków uwzględnia właściwe przewietrzanie zespołu zgodnie z kierunkiem większości wiatrów w Krakowie z zachodu na wschód. Na zabudowę osiedla składa się również szesnaście dziesięciopiętrowych punktowców. Są to budynki powstałe według tego samego projektu autorstwa Marii i Jerzego Chronowskich, co pięć punktowców na osiedlu Wysokim w Bieńczycach, które to otrzymały w 1972 roku tytuł Mister Krakowa - nagrodę przyznawaną za najlepsze architektoniczne realizacje w mieście. Zostały one na osiedlu Podwawelskim ustawione swobodnie w zieleni, na zachodnich, południowych i wschodnich obrzeżach zespołu osiedla. Uzupełnieniem całości zespołu miały być pawilony handlowo-usługowe. Budynki mieszkalne na osiedlu zostały wykonane w technologii wielkopłytowej „Żerań” oraz technologii „Domino-68” i „WUF-T”. Przez środek osiedla w osi północ-południe przechodzi zielony ciąg spacerowy, zamknięty od południa Kościołem Matki Boskiej Fatimskiej, będący głównym założeniem parkowym wewnątrz osiedla. Osiedle początkowo zostało podzielone na dwie jednostki: Ludwinów i Zakrzówek. Realizacja zespołu urbanistycznego Osiedla Podwawelskiego odbyła się w latach 1967-1976.
W początkowym etapie budowy nazywało się „Osiedle Tysiąclecia”, po czym nazwa ta została przejęta przez inne osiedle wchodzące w skład Mistrzejowic. Wówczas to zmieniono nazwę na Osiedle Podwawelskie.
Bardzo ważną rolę w budowaniu lokalnej społeczności odegrał Dom Kultury Podwawelski, w którym pracę z młodzieżą prowadził Jan Bajger, przyrodnik, instruktor karate, organizator sekcji biegów na orientację. Po nim funkcję kierownika piastował Zbigniew „Dino” Bożek, który pełnił ją aż do połowy lat 90.

## Położenie
Osiedle rozciąga się po zachodniej stronie Wisły. Kształtem przypomina prostokąt ograniczony ulicami: Konopnickiej od wschodu, Dworską i Wierzbową od północy, Kapelanka od zachodu oraz doliną Wilgi od południa. Z północno-wschodnich krańców osiedla widać zabudowę Starego Miasta oraz Wawel. Z okien skierowanych na południe w dziesięciopiętrowych wieżowcach widać Sanktuarium Bożego Miłosierdzia w Łagiewnikach oraz Tatry, a na północ widać Kopiec Kościuszki, dwa stadiony piłkarskie (TS Wisła i KS Cracovia) i kościół św. Stanisława Kostki. Z południowo-wschodnich części osiedla widać Studio Telewizji Kraków i wieżę telewizyjną. Na zachód od osiedla znajduje się Zalew Zakrzówek i „Skałki Twardowskiego”.

## Komunikacja
Osiedle jest dobrze skomunikowane z pozostałą częścią Krakowa. Głównymi arteriami wyprowadzającymi ruch z osiedla są ulice: Kapelanka, Monte Cassino oraz Konopnickiej. Osiedle nie posiada komunikacji kolejowej. Przy ulicy Barskiej znajduje się pętla autobusów komunikacji miejskiej oraz dworzec busów podmiejskich. Na ulicy Kapelanka znajduje się otwarte 22 lipca 1978 roku torowisko tramwajowe z liniami tramwajowymi dziennymi oraz nocną. Ulice Konopnickiej i pobliska Monte Cassino to ważne trasy autobusów komunikacji miejskiej z bezpośrednimi połączeniami do innych dzielnic Krakowa oraz do Wieliczki.

## Infrastruktura

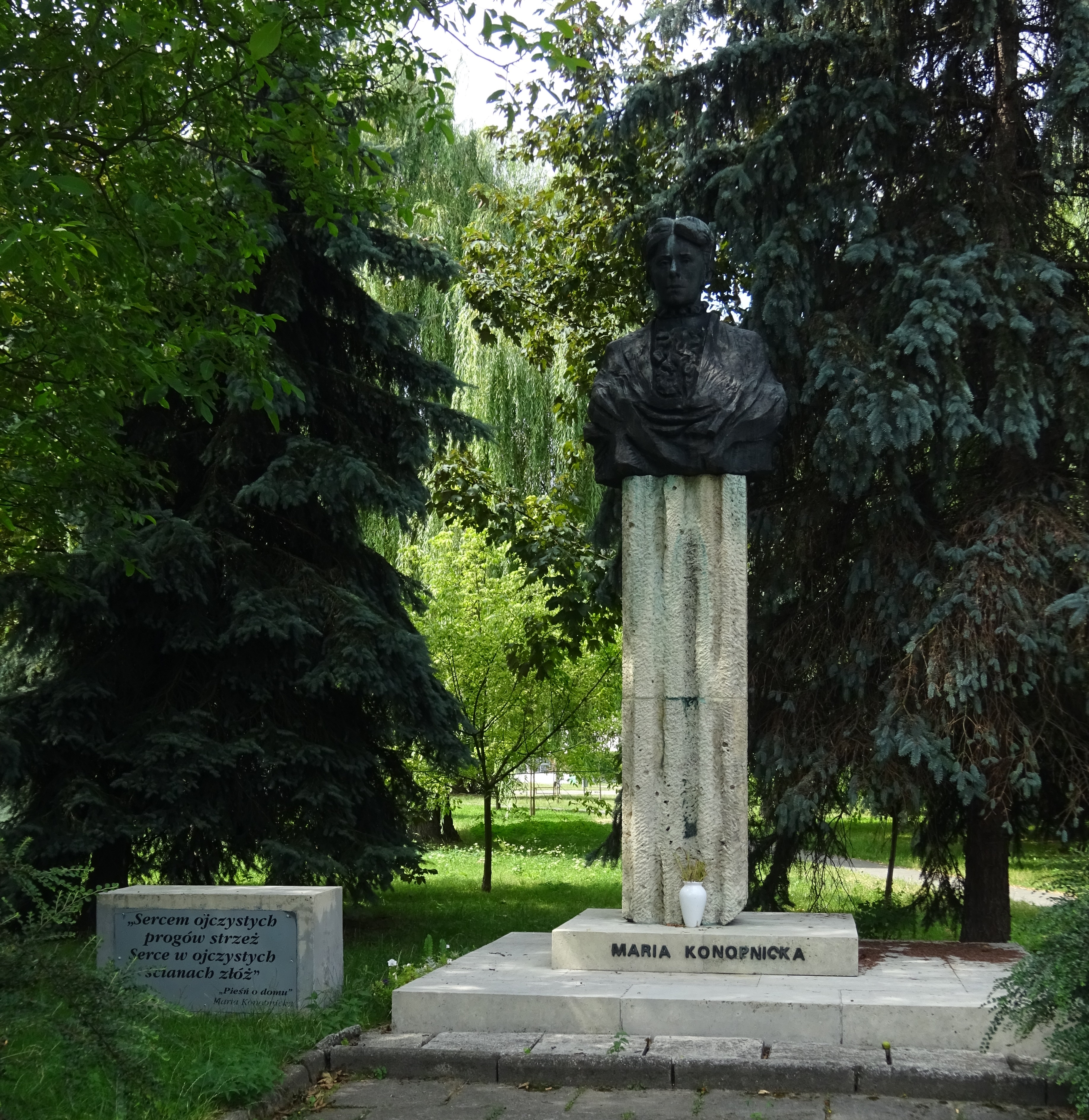
Pomnik Marii Konopnickiej
Antoni Hajdecki (1986)

### Placówki oświatowe
- Żłobek nr 23
- Przedszkole nr 71
- Przedszkole nr 127
- Przedszkole nr 140
- Szkoła Podstawowa nr 25
- SOSW nr 1 (internat)

### Placówki kulturalne
- Dom Kultury Podgórze (filia nr 3)

### Ochrona zdrowia
- NZOZ Kraków-Południe Przychodnia Dębniki (chirurgia, dermatologia, ginekologia-położnictwo, kardiologia, neurologia, okulistyka, onkologia, otolaryngologia, pulmonologia, reumatologia i stomatologia)

### Kościoły
- Kościół Matki Boskiej Fatimskiej
- Kościół św. Bartłomieja

### Pomniki
- Pomnik Marii Konopnickiej, autorstwa Antoniego Hajdeckiego z 1986 roku[6].

### Inne
- Centrum Kongresowe ICE Kraków
- Urząd Pocztowy
- Hotel Forum (nieczynny)
- Hotel Park Inn
- Hotel Hilton Garden Inn

## Galeria

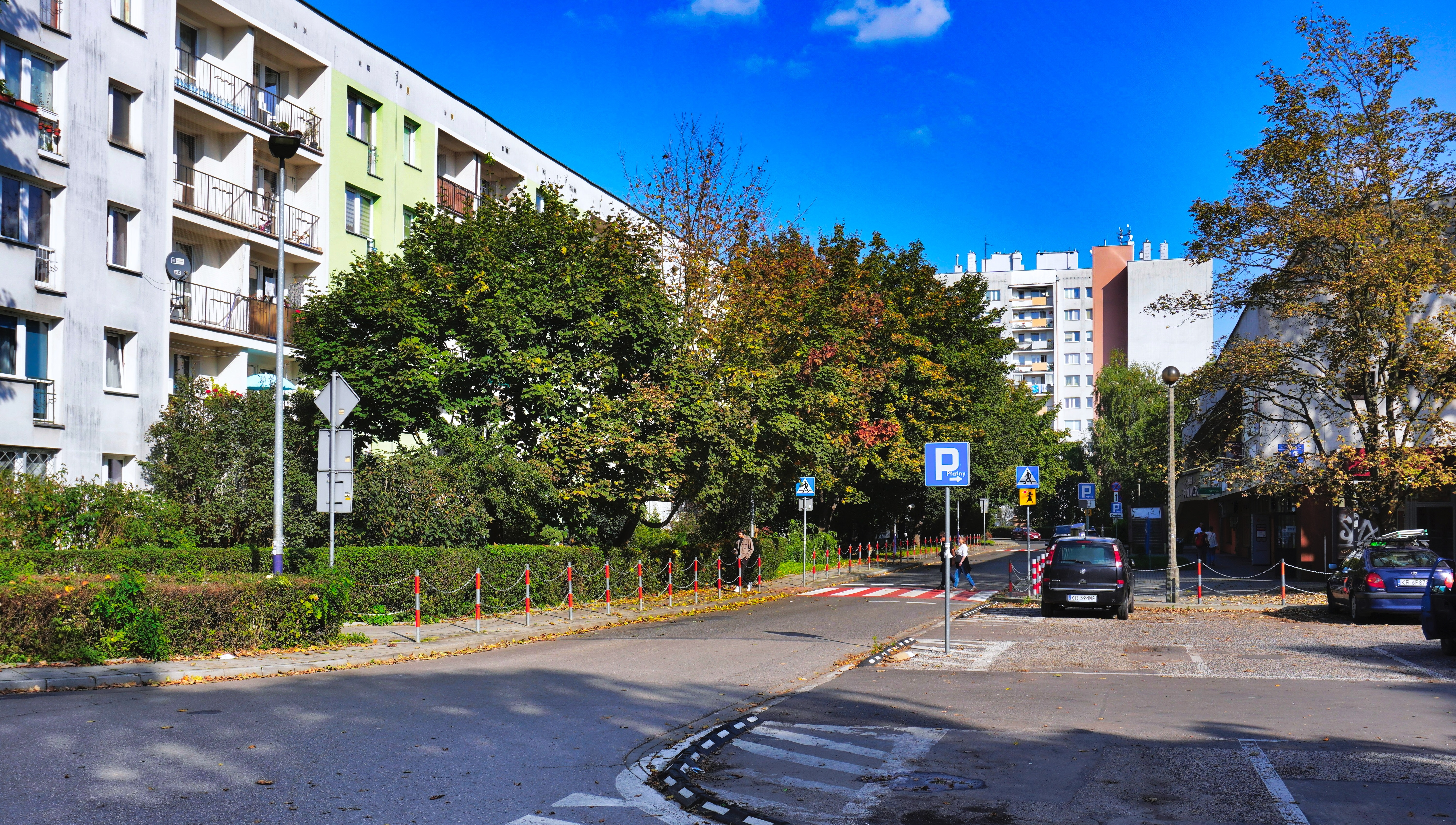
Bloki przy ul. Komandosów 19 i 23, po prawej pawilon handlowo–usługowy
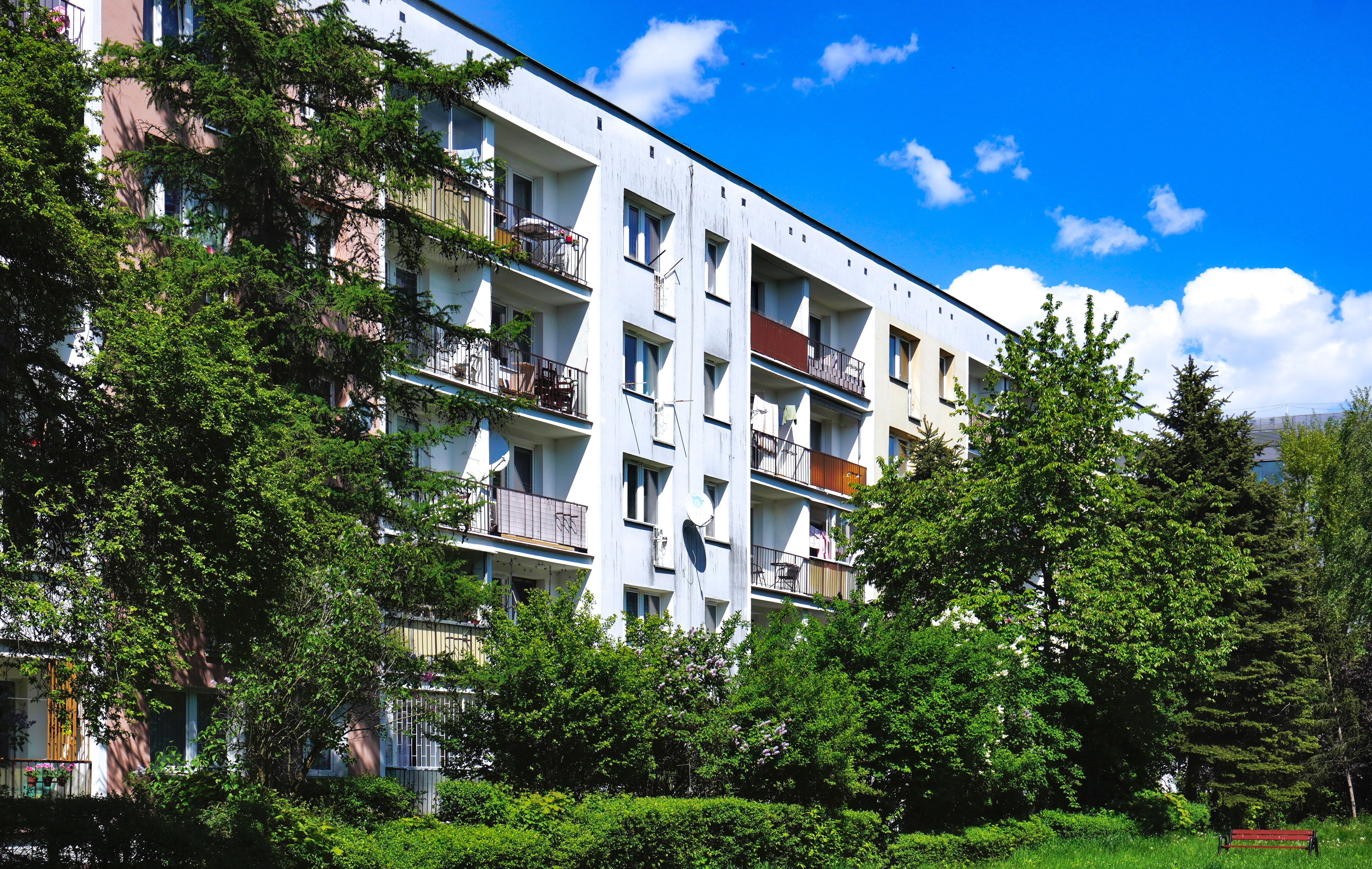
Wnętrze osiedla, blok przy ul. Komandosów 17
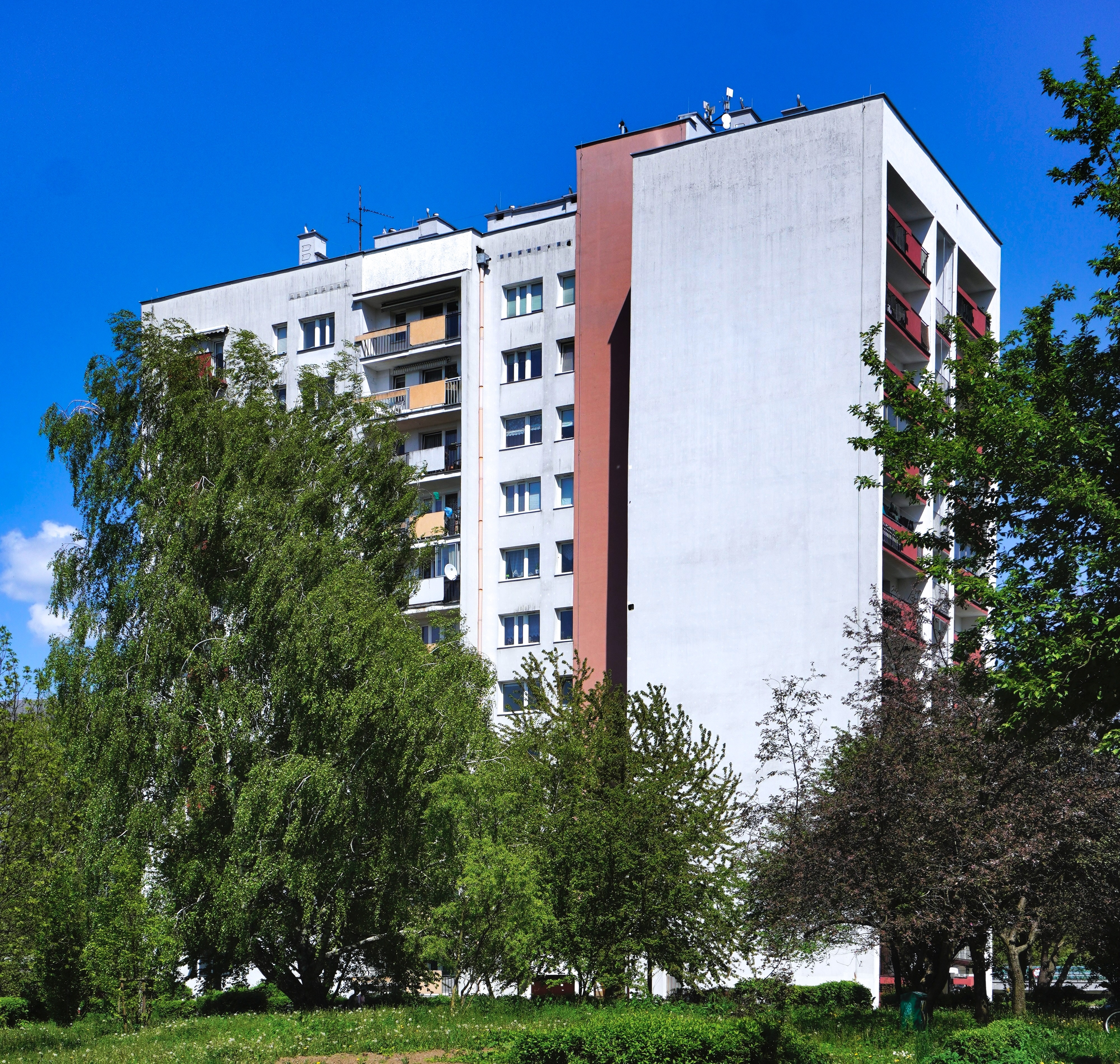
Blok przy ul. Komandosów 23
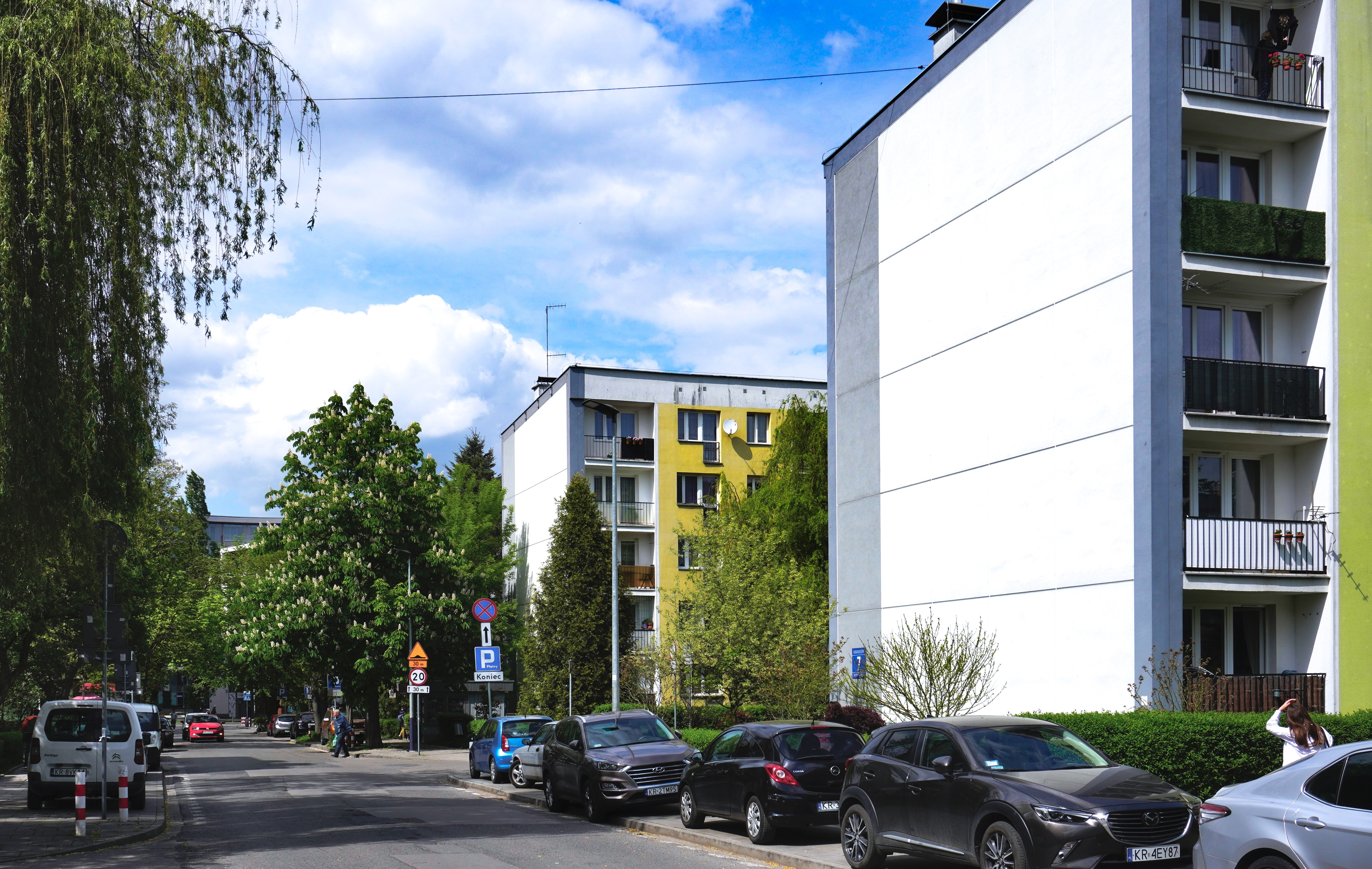
Ulica Komandosów, bloki przy ul. Komandosów 5 i 7
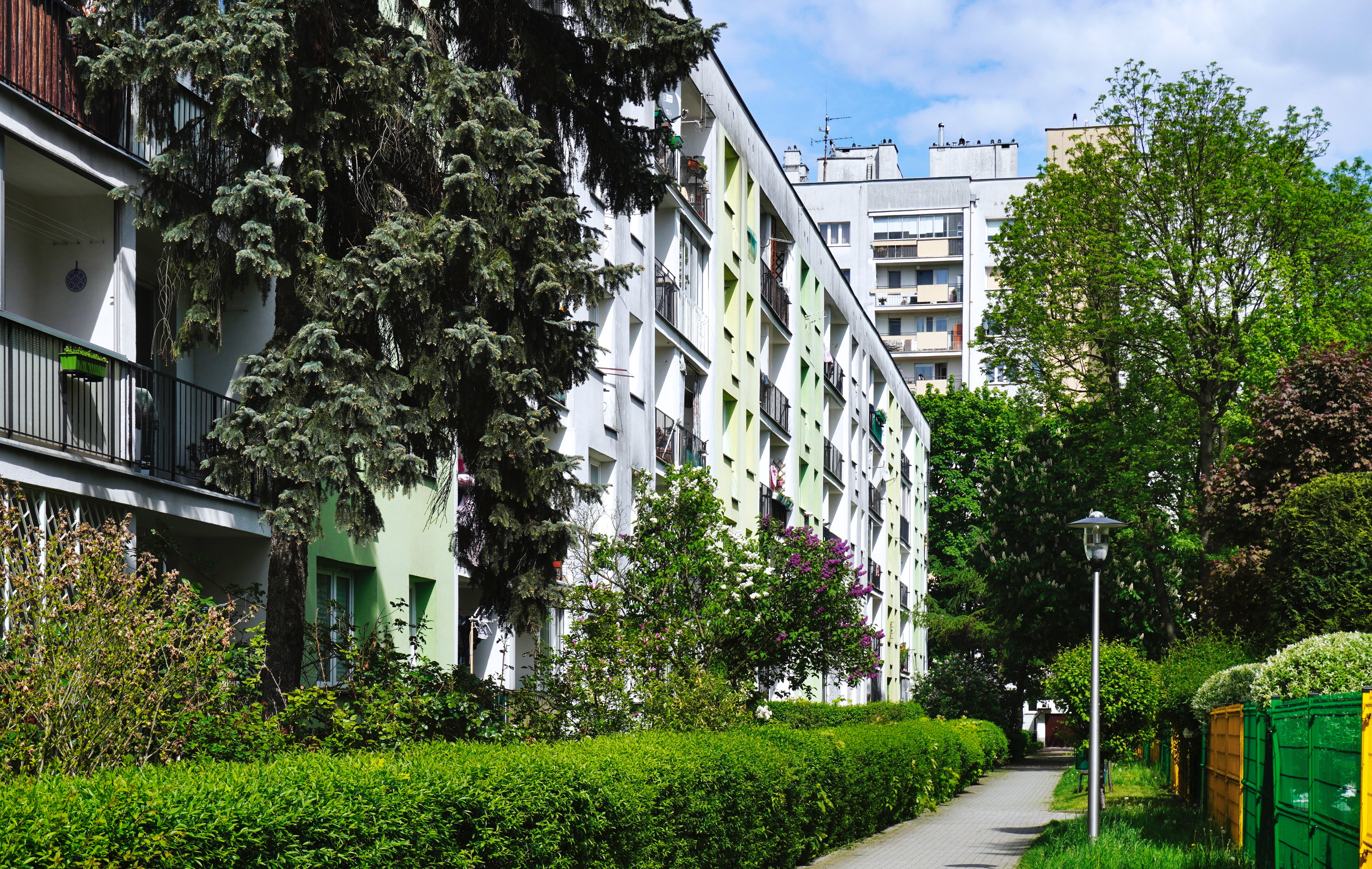
Wnętrze osiedla, bloki przy ul. Komandosów 7 i 9
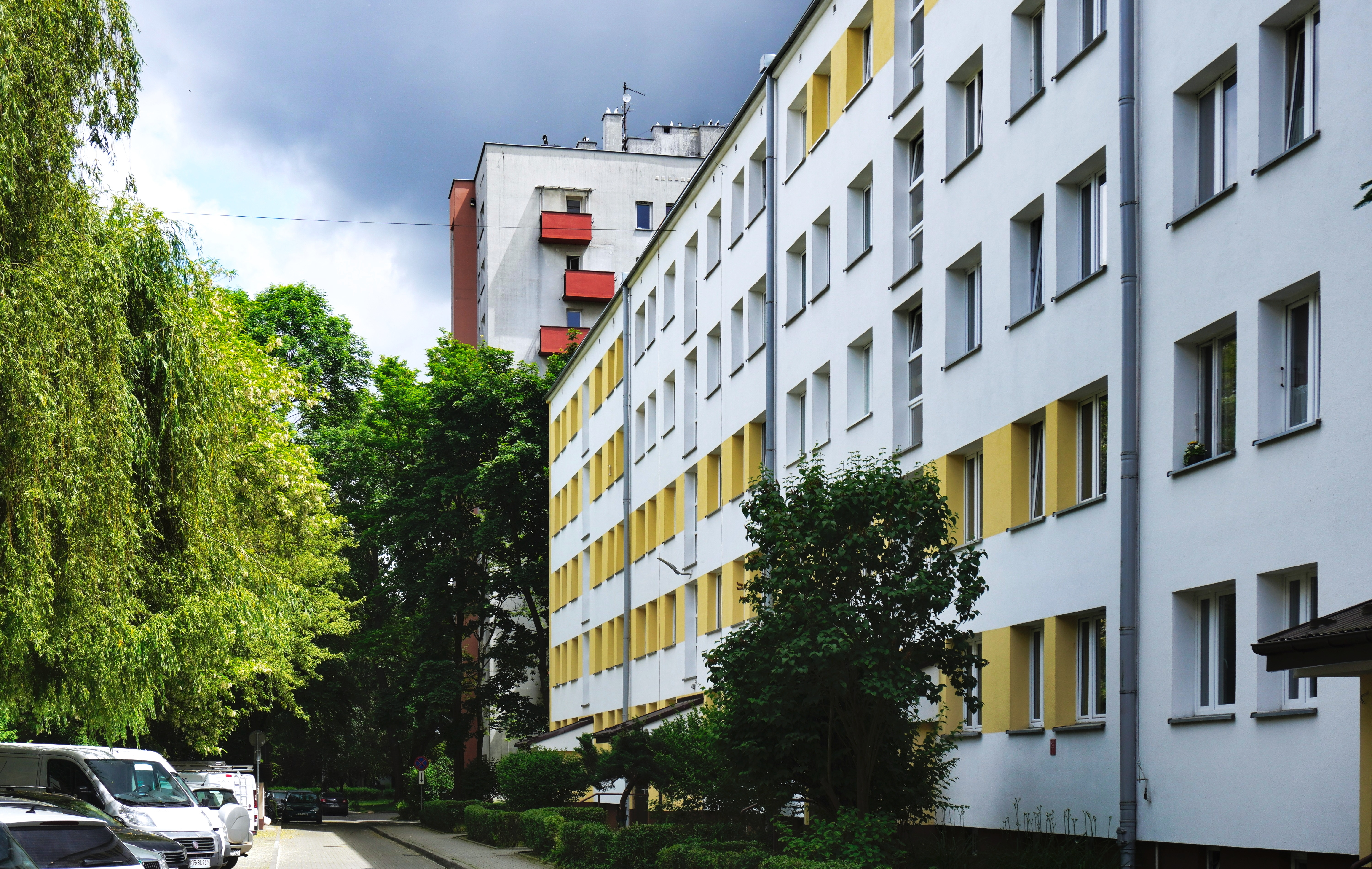
Wnętrze osiedla, bloki przy ul. Słomianej 11 i 15
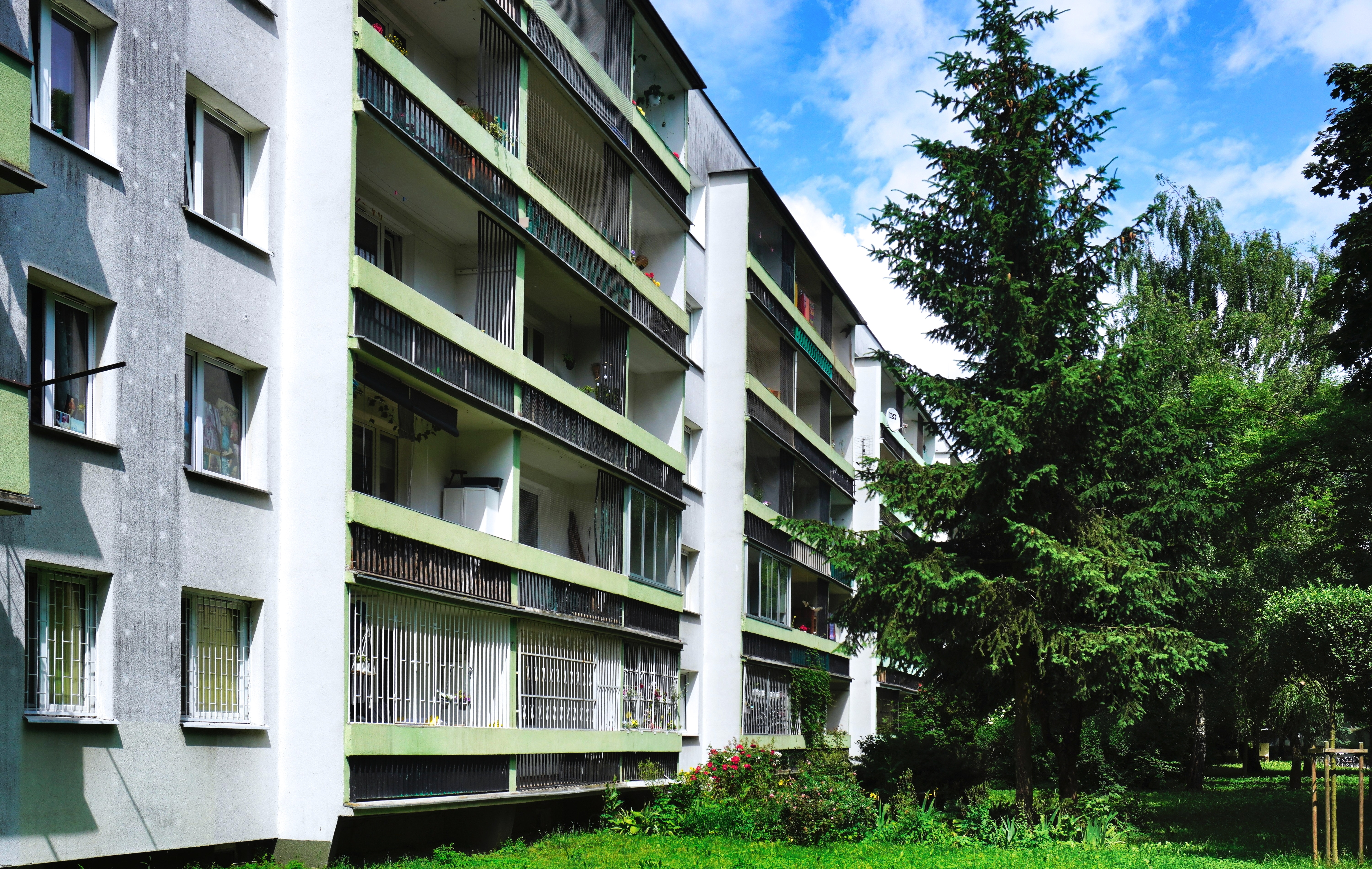
Wnętrze osiedla, blok przy ul. Komandosów 10
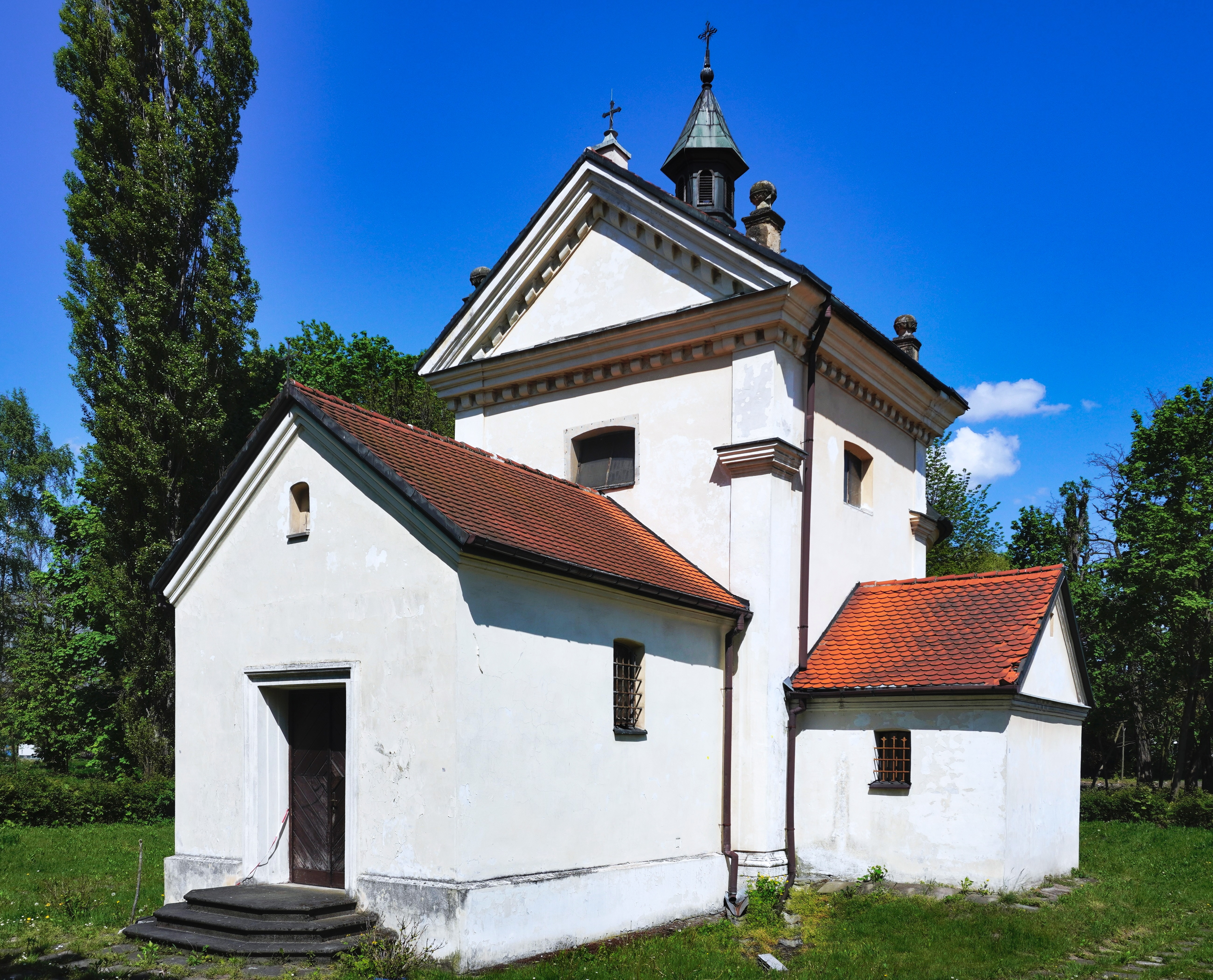
Kościół św. Bartłomieja